# Епархия Фукыонга
Епархия Фукыонга (лат. Dioecesis Phucuongensis) — епархия Римско-Католической Церкви с центром в городе Фукыонга, Вьетнам. Епархия Фыкуонга входит в митрополию Хошимина. Кафедральным собором епархии Фукыонга является церковь Святейшего Сердца Иисуса.

## История
14 октября 1965 года Римский папа Павел VI издал буллу «In animo Nostro», которой учредил епархию Фукыонга, выделив её из архиепархии Сайгона (сегодня — Архиепархия Хошимина).

## Ординарии епархии
- епископ Joseph Pham Van Thiên (14.10.1965 — 10.05.1993);
- епископ Louis Hà Kim Danh (10.05.1993 — 22.02.1995);
- епископ Pierre Trân Ðinh Tu (5.11.1998 — 30.06.2012);
- епископ Joseph Nguyên Tân Tuóc (30.06.2012 — по настоящее время).